# Alosa becllarga de Namaqua
L'alosa becllarga de Namaqua (Certhilauda subcoronata) és una espècie d'ocell de la família dels alàudids (Alaudidae).

## Hàbitat i distribució
Habita garrigues de l'Àfrica sud-occidental, a Namíbia i Sud-àfrica.